# Залесово (Алтайский край)
Зале́сово — село в Алтайском крае, административный центр Залесовского района.
Население — 6538 чел. (2021). Основано в 1751 году.
Расположено в 142 км к северо-востоку от Барнаула.

## История
Залесово было образовано в 1751 году вдоль рек Каменка и Жерновка, бежавшими от помещиков крепостными старообрядцами, которые пробирались на Алтай и основывали здесь маленькие хутора, деревни, заимки. По воспоминаниям старожилов, основателями села были Залесовы, Борисовы, Усольцевы. Они проживали на территории нынешней Советской улицы. В то время скот не пасли, окрестности огораживали для свободного выпаса скота.
Дома крестьяне строили шатрового типа с прихожей и горницей. Из мебели обычно были деревянные скамейки, стол, кровати для взрослых, а дети спали на полатях. Половина дома служила сенями и кладовкой. На каждой усадьбе были коровник, овчарня, амбар, сенник, баня, курятник. Двухэтажные дома были только у богатых старожилов Залесовых, Кадниковых и у купца Пысина. У Пысина было несколько торговых лавок, одна лавка позже стала «дежурным магазином». Для торговли использовались Сибирские монеты, которые чеканились с 1771 года на Сузунском монетном дворе. Первую церковь построили в 1896 году, за речкой Каменкой позже построили ещё «мирскую церковь». Мукой жителей снабжали две мельницы. Был маслозавод и два завода по выжимке льняного масла. У теперешнего подвесного моста (прежде это был деревянный мост), по которому проходила дорога в сторону Заринска, и который пришёл в негодность в конце 60-х годов, круглосуточно работал винный бочковый кабак. Также был кожевенный завод, пимокатная и обувная мастерские, главным ассортиментом которых были обутки, бродни, бахилы, пимы и редко сапоги. Большинство людей носили лапти.
Названий улиц не было, называли просто — Центр, Под Кораблик, Закаменка, Зажерновка, Вшивая Горка (Красная Горка), позже появились Алёнин Лог, а после 1941 года, когда в Залесово поселились высланные немцы, — Немецкий Городок, в 1961 году — Совхоз. Центральную площадь села окружали: дом советов, раймаг, церковь, напротив двухэтажная школа со стадионом. Центром считалось место, где сейчас находится районный дом культуры, здесь были магазин, столовая-ресторан, кинозал, радиоузел, библиотека, парикмахерская, фотография. В 1938 году на месте старого кладбища построили летний клуб, а позже стадион. На месте совхоза «Притаёжный», был ипподром, который использовался также как аэродром.

## Экономика
Основное направление экономики — сельское хозяйство: производство зерна, молока, мяса, развито пчеловодство. На территории села находятся льнозавод, леспромхоз, пчеловодческий комплекс «Притаёжный», Залесовский заказник. Имеются 3 общеобразовательные школы, детские дошкольные, медицинские учреждения,ДК, клубы, библиотеки, спортивная и музыкальная школы. По территории села проходят автомобильные трассы Залесово — Тальменка, Р367 Мартыново — Залесово и «Алтай — Кузбасс».
До ближайшей железнодорожной станции Заринская 35 км.

## Население
| 1939  | 1959  | 1970  | 1979  | 1989  | 1997  | 1998  | 1999  | 2000  |
| ----- | ----- | ----- | ----- | ----- | ----- | ----- | ----- | ----- |
| 5091  | ↗5943 | ↗5988 | ↗7568 | ↗8203 | ↗8395 | ↗8553 | ↘8462 | ↘8340 |
| 2001  | 2002  | 2003  | 2004  | 2005  | 2006  | 2007  | 2008  | 2009  |
| ↘8282 | ↘7999 | ↘7993 | ↘7952 | ↘7880 | ↘7825 | ↘7765 | ↘7738 | ↘7683 |
| 2010  | 2011  | 2012  | 2013  | 2021  |       |       |       |       |
| ↘7290 | ↘7275 | ↗7332 | ↗7370 | ↘6538 |       |       |       |       |

### Известные уроженцы
Герои Советского Союза
- Морковский, Вениамин Яковлевич

Генералы
- Кабашко, Александр Андреевич
- Калинин, Павел Григорьевич
- Халтурин, Фёдор Николаевич

Писатели
- Ершов, Леонид Тимофеевич
- Карпачёв, Александр

Художники
- Калинин, Виктор

## Религия
В селе действует несколько религиозных общин.

### Русская православная старообрядческая церковь
- Храм во имя Святителя Николы, архиепископа Мир Ликийских, чудотворца[11]

### Русская православная церковь
- Свято-Троицкая церковь